# 伊亞高·艾斯帕斯
伊亞高·艾斯帕斯·洪卡尔（西班牙語：Iago Aspas Juncal；1987年8月1日—）是一位出身於西班牙加利西亞的足球運動員，在場上司職前鋒。他現時效力於西甲球隊切爾達。他的哥哥也是一位足球運動員。

## 球會生涯
艾斯帕斯在1995年加入切爾達，並在2007-08賽季開始代表一隊參賽。
2011/12球季，艾斯帕斯在西乙聯賽攻入23球，協助切爾達以第二名完成聯賽，並取得直接升班西甲的資格。
2013年6月13日，艾斯帕斯轉會加盟英超球隊利物浦，轉會費700萬磅。在13/14球季季初，利物浦首席射手蘇亞雷斯停賽之時，艾斯帕斯一度得到正選位置。但在蘇亞雷斯停賽復出之後，艾斯帕斯便長居後備，很少獲得出場機會。直至2014年1月5日，艾斯帕斯才攻入加盟紅軍後的處子球，協助紅軍在足總盃第三圈以2-0淘汰奧咸晉級。整個13/14球季，艾斯帕斯在各項賽事合共上陣15場，只攻入1球，其中聯賽上陣14場沒有任何進帳。
2014年7月15日，艾斯帕斯重返西班牙，外借加盟西甲球會西維爾。
2015年6月18日，在利物浦度過兩個失意球季後，艾斯帕斯正式重回母會切爾達，並簽下一紙五年長約。
2015年9月24日，在西甲比賽中，與利物浦舊隊友蘇亞雷斯在陣的巴塞碰頭，個人梅開二度，以4:1大勝巴塞。

## 國家隊生涯
2018年6月，艾斯帕斯入选西班牙國家隊出战俄羅斯世界盃的23人大名單。在小組賽最後一轮对阵摩洛哥的比赛中，艾斯帕斯在最后一刻絕平比分至2-2。虽然边裁示意越位，但经视像助理裁判協助后主裁证实无越位判入球有效，而艾斯帕斯的绝平成功協助西班牙出線16強。但在16強对阵俄罗斯的比赛中，艾斯帕斯在点球大战階段主罚第五点被伊戈尔·阿金费耶夫撲出導致出局。

## 榮譽

### 俱樂部
塞維利亞
- 歐足總歐洲聯賽冠軍：2014-15賽季

### 個人
- 西甲本土神射手：2016-17、2017-18、2018-19賽季

## 外部連結
- Soccerway資料庫：伊亞高·艾斯帕斯
- BDFutbol profile（页面存档备份，存于）
- Futbolme profile （页面存档备份，存于） （西班牙文）
- Transfermarkt profile （页面存档备份，存于）